# برایانا ترنر
برایانا ترنر (انگلیسی: Brianna Turner؛ زادهٔ ۵ ژوئیهٔ ۱۹۹۶) بازیکن بسکتبال اهل ایالات متحده آمریکا است.
از باشگاه‌هایی که در آن بازی کرده‌است می‌توان به فینکس مرکوری اشاره کرد.
وی در مسابقات کشوری و بین‌المللی در مجموع برندهٔ ۱ مدال طلا شده‌است.